# Malgomaj I
Malgomaj I var ett ångfartyg av trä som trafikerade Malgomajsjön och Vojmsjön i Lappland.
Fartyget byggdes och utrustades år 1889–1892 av Bröderna Lundberg i Malgovik i Vilhelmina kommun och sattes i trafik på Malgomajsjön.
År 1911 flyttades fartyget med ångpanna och allt till Tresund på den 34 kilometer långa nybyggda landsvägen. Vagnen drogs av 6–8 hästar på plan mark och i uppförsbackar sattes fler hästar in. Där moderniserades hon och döptes om till Vojmsjön. Ångmaskinen byttes ut mot en
tändkulemotor. 

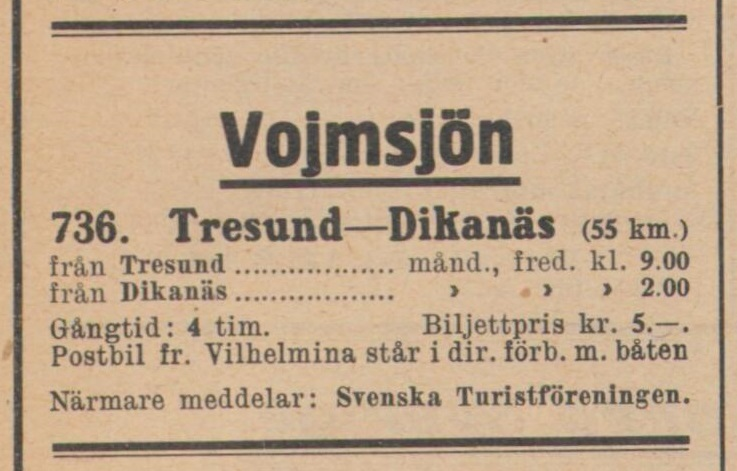

Fartyget gick mellan Tresund och Bjurviken en gång per dag från 1914 till hösten 1938 då vägen till  Storsele blev färdig så att Dikanäs fick vägförbindelse med Vilhelmina. Hon hade plats för 31 passagerare och kapten var Gustav Anton Lundberg.
En enkelresa tog ursprungligen sju timmar. När fartyget år 1922 fick en ny motor på 25 hästkrafter minskade restiden till fyra timmar. 
I Dikanäs var det anslutning till 
postbussen från Vilhelmina. Volmsjön förhydades senare med kopparplåt och stäven förstärktes med räls så att hon kunde gå i is. En radioantenn installerades och år 1926 fick hon elektrisk belysning från från ett 12 volts batteri ombord.
Parallellt med passagerar- och frakttrafiken bogserade Volmsjön timmersläp och när trafiken lades ned tjänstgjorde hon som flottarbåt.
Folk i trakten skänkte en modell av båten, utförd i tenn av guldsmeden Göte Persson i Vilhelmina, till kapten Lundberg. Modellen finns numera i Dikanäs kyrka.